# Предеин, Борис Александрович
Борис Александрович Предеин (2 мая 1927, Котельнич, Вятская губерния — 14 января 1985, Москва) — советский инженер, конструктор, учёный, специалист в области создания регистрирующей аппаратуры для физических измерений.

## Биография
Окончил в 1956 году Московский инженерно-физический институт (с 2009 года — Национальный исследовательский ядерный университет «МИФИ»).
Трудовая деятельность:
- 1946—1948 техник-радист НИИ-160 (Фрязино Московской обл.).
- 1948—1955 РФЯЦ-ВНИИЭФ: старший лаборант, техник, инженер.
- 1955-1966- НИИ-1011 (РФЯЦ-ВНИИТФ им. акад. Е. И. Забабахина, г. Снежинск Челябинской области): заведующий лабораторией, заместитель начальника сектора.
- 1966—1985 НИИИТ (в настоящее время ВНИИА): и. о. начальника лаборатории, начальник лаборатории, и. о. начальника отдела, начальник отдела, заместитель главного конструктора — начальник научно-исследовательского отдела (с 1979 г.), первый заместитель главного конструктора — начальник научно-исследовательского отдела (с 1983 г.).

Первый зав. кафедрой электротехники МИФИ (1961—1964).
Сочинения:
- Методы исследования импульсных излучений / А. И. Веретенников, В. М. Горбачев, Б. А. Предеин. — М. : Энергоатомиздат, 1985. — 149, [3] с. : рис., табл.

## Награды и звания
- Доктор технических наук (1979);
- Ленинская премия (1964) — за участие в разработке ядерных боеприпасов для торпеды;
- Государственная премия СССР (1985) — за создание специального измерительного комплекса для ядерных испытаний;
- Орден Трудового Красного Знамени (1976);
- Медаль «За трудовую доблесть»;
- Медаль «За доблестный труд. В ознаменование 100-летия со дня рождения В. И. Ленина»;
- Медаль «Ветеран труда».